# Madame Sans-Gêne
Madame Sans-Gêne  – historyczna komedia autorstwa Victoriena Sardou i Émile’a Moreau z 1893, opowiadająca o wydarzeniach z życia Catherine Hübscher, XVIII-wiecznej praczki, która została księżną Gdańska. Premiera spektaklu miała miejsce 27 października 1893 w paryskim Théâtre du Vaudeville. W tytułowej roli jako pierwsza występowała Gabrielle Réjane.

## Fabuła
Pierwsza scena sztuki rozgrywa się 10 sierpnia 1792 w pralni Catherine Hübscher, mieszczącej się przy Rue Sainte-Anne w Paryżu. Bohaterka, która zawsze mówi co myśli, znana jest jako „Madame Sans-Gêne”. Zaręczona jest z sierżantem François Josephem Lefebvre’m, członkiem sił rewolucyjnych. Hübscher ratuje przed milicją młodego, austriackiego szlachcica, hrabiego Adama Alberta Neipperga. Lefebvre ma okazję zdradzić miejsce ukrycia mężczyzny, lecz rezygnuje z tego zamiaru, szanując wolę kobiety, by go chronić. Następnie pomagają mu w ucieczce.
Kolejna część sztuki rozgrywa się w Château de Compiègne we wrześniu 1811, za czasów panowania Napoleona Bonapartego. Lefebvre, który poślubił Hübscher, za zasługi wojskowe został mianowany marszałkiem cesarstwa oraz księciem Gdańska. Parę odwiedza Neipperg, który był na dworze francuskim (gdzie cesarzowa Maria Ludwika jest Austriaczką), ale teraz zmuszony jest wyjechać, ponieważ podejrzewa się go o romans z żoną wysokiego rangą Francuza.
Na wieczorze Hübscher – jak zawsze bezceremonialnie (fr. sans-gêne) – swą prostą mową obraża siostry cesarza i damy dworu. Napoleon mówi Lefebvre’owi, że jego obowiązkiem jest rozwieźć się z żoną i poślubienie kogoś bardziej odpowiedniego. Cesarz przypomina także mężczyźnie, że on sam wyrzekł się swej ukochanej, Józefiny, w imię służby. Lefebvre odmawia. Kiedy Napoleon posyła po Hübscher, kobieta wypomina mu swój wkład w sprawy rewolucji francuskiej oraz przedstawia cesarzowi stary nieopłacony rachunek za pranie, gdy był młodym i ubogim żołnierzem. Zdenerwowany początkowo Napoleon odzyskuje dobry humor i zgadza się odrzucić sugestię o rozwodzie.
Neipperg zostaje zatrzymany w podejrzanych okolicznościach, które sprawiają wrażenie, że jest kochankiem cesarzowej. Wobec zaistniałych wydarzeń Napoleon wydaje rozkaz wykonania egzekucji na nim. Reputacja Hübscher i Lefebvre’a oraz ich przyjaciela, Josepha Fouché, jest narażona na szwank z powodu ich znajomości z austriackim hrabią. Wróg Fouché – Anne Jean Marie René Savary, ma nadzieję na ich kompromitację, lecz dowód niewinności Neipperga wychodzi na jaw w ostatniej chwili. Napoleon gratuluje Fouché sprytu, ale musi się zgodzić, gdy mężczyzna mówi mu, że w Hübscher znalazł kogoś jeszcze mądrzejszego. Pomysł rozwodu jest stanowczo wykluczony, a Fouché i Lefebvre zostają przywróceni do łask. Z kolei Savary zostaje zwolniony.

## Produkcja

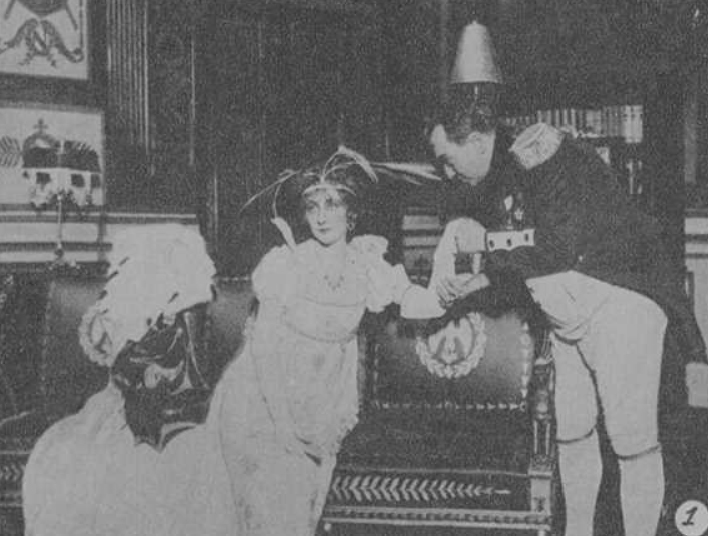
Szwedzka wersja sztuki Madame Sans-Gêne z 1919. Na zdj. Maja Ljunggren i Nils Arehn

Oryginalna obsada Madame Sans-Gêne obejmowała Gabrielle Réjane jako tytułową bohaterkę (rolę tę aktorka odgrywała do końca swojej kariery), Madeleine Verneuil w kreacji Caroline z Neapolu, Edmonda Duquesne jako Napoleona, Léona Léranda w roli Fouché, Adolphe Candé (Lefevbre) i Georges’a Granda (Neipperg). Szczególnym uznaniem darzono kreację Réjane; Henry Fouquier na łamach „Le Figaro” przyznawał, że aktorka zmieniła sztuczną postać w coś pysznego, kobiecego i przytłaczającego. Jeden z recenzentów brytyjskiej gazety „The Morning Post” pisał: „Madame Réjane, która odegrała niezwykle trudną tytułową rolę tego utworu, odniosła wyraźny osobisty triumf czystą grą aktorską. Nadała postaci wulgarnej, ale uczciwej księżnej Gdańska tysiące sympatycznych i śmiesznych cech, z których wiele zostało stworzonych w najwyższym duchu komedii. Była na przemian fascynująca i figlarna… patetyczna… subtelnie dyplomatyczna… dumna niemal do wzniosłości… i przez cały ten czas nie przestaje być niespokojną, rozmowną gamine paryskich ulic. Ludzie będą tłocznie uczęszczać do Théâtre du Vaudeville tylko po to, by zobaczyć Réjane w kreacji Madame Sans-Gêne”.
24 czerwca 1894 w londyńskim Gaiety Theatre odbyła się angielska premiera Madame Sans-Gêne w oryginalnej, francuskiej wersji. Réjane, Verneuil, Duquesne, Candé i Lérand powtórzyli swoje role z poprzedniego roku. Brytyjska wersja, przetłumczona na język angielski, została wystawiona w kwietniu 1897 w Lyceum Theatre. Tłumaczenia dokonał J. Comyns Carr. W głównych rolach wystąpili Ellen Terry (Hübscher) i Henry Irving (Napoleon).
Pierwszy pokaz Madame Sans-Gêne na Broadwayu, z tłumaczeniem na angielski, miał miejsce 14 kwietnia 1895 w Broadway Theatre. Kathryn Kidder wcieliła się w główną bohaterkę, a James K. Hackett zagrał Neipperga.
Australijska premiera spektaklu odbyła się 26 grudnia 1898 w Bijou Theatre w Melbourne. Florence Brough grała Hübscher, a jej mąż Napoleona.

## Adaptacje

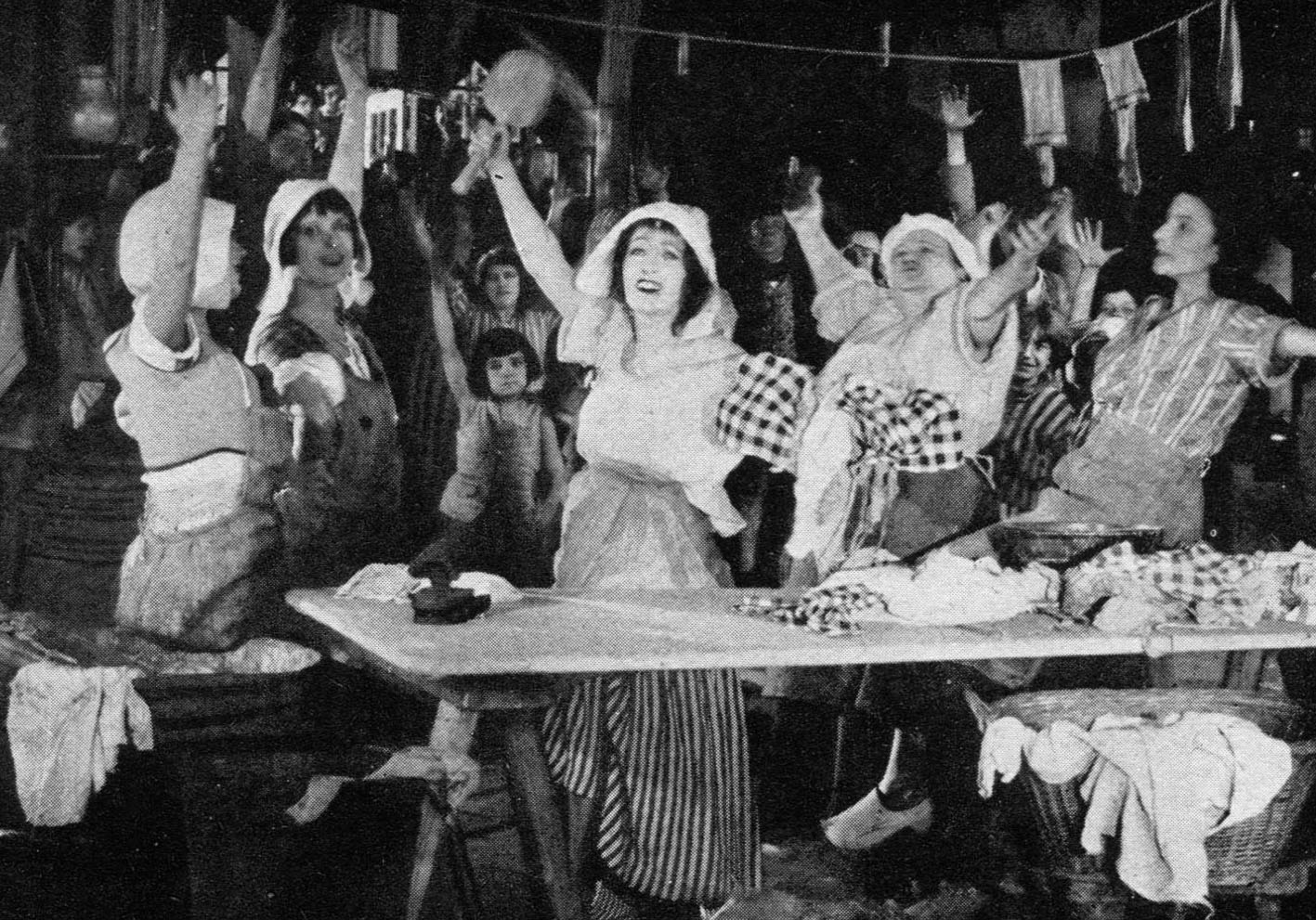
Amerykańska adaptacja filmowa Madame Sans-Gêne z Glorią Swanson w tytułowej roli (1925)

### Opera
- W 1915 dokonano adaptacji Madame Sans-Gêne na potrzeby opery o tej samej nazwie, skomponowanej przez Umberto Giordano z librettem Renato Simoniego. Premiera odbyła się 25 stycznia 1915 w nowojorskim Metropolitan Opera pod batutą Arturo Toscaniniego. W głównej roli wystąpiła Geraldine Farrar[15].

### Radio
- W 1936 w amerykańskiej audycji Lux Radio Theatre dokonano adaptacji sztuki. W tytułowej roli wystąpiła Jean Harlow, a partnerował jej Robert Taylor[16].

### Film
- W 1900 dokonano pierwszej adaptacji filmowej Madame Sans-Gêne w reżyserii Clémenta Maurice’a. W tytułowej roli wystąpiła Gabrielle Réjane[17].
- W 1911 powstał remake filmu z 1900; źródła jako reżysera wymieniają André Calmettesa[18] lub Henriego Desfontainesa[19]. Główną bohaterkę ponownie zagrała Réjane[18].
- W 1925 zrealizowano ostatnią niemą adaptację sztuki. W amerykańskiej wersji, reżyserowanej przez Léonce’a Perreta, tytułową kreację stworzyła Gloria Swanson[20][21].
- W 1941, po wprowadzeniu technologii dźwiękowej do filmu, zrealizowano obraz w reżyserii Rogera Richebé z główną rolą Arletty[22].
- W 1961 powstał w kooprodukcji hiszpańsko-włosko-francuskiej film Madame Sans-Gêne (reż. Christian-Jaque) z Sophią Loren w roli głównej[23].